# Talg River
Talg River är ett vattendrag i Antarktis. Det ligger i Östantarktis. Australien gör anspråk på området. Talg River ligger vid sjön Crooked Lake.